# 人類学
人類学（じんるいがく、英: anthropology）とは、人類に関しての総合的な学問である。生物学的特性について研究対象とする学問分野を形質人類学もしくは自然人類学と呼び、言語や社会的慣習など文化的側面について研究する学問分野を文化人類学もしくは社会人類学と呼ぶ。さらに言語学や考古学、民俗学や民族学、芸能も包括する。

## 概要
人類学は人文科学、社会科学、自然科学の全てに根を持つ。人類学は対象を人類に定めている以外には、特に固有の方法論を持っているわけではない。そのため、その内容は、生物学的な手法を用いたゲノム研究や生理学的な研究から、社会科学や人文科学的な手法を用いてあるコミュニティの行動科学的な研究まで多岐に渡る。かつては自社会から遠く離れたコミュニティ、ないしは先史時代の人間を対象にすることが学問的な特徴とされていたが、現在ではそういった制約はない。つまり研究手法にとらわれない学際的な研究によって人類とは何かを全体として明らかにしようとする学問分野である。
そのため、制度上の位置づけは下記のように複雑である。自然人類学は一般に生物学に属する動物学の下位分野と分類される一方、文化人類学は社会科学に、言語学と考古学は人文科学に分類される。
人類学の範囲や制度上の位置づけは国によって異なっている。アメリカでは、文化人類学（民族学）、考古学、言語学の三分野をあわせて広義の文化人類学と呼び、これに自然人類学も含んだ総合的な人類学科が大学に設置されている。これに加えてこれら四分野はアメリカ人類学協会という統一学会を組織している。
これに対して、イギリスでは社会科学的手法を用いる社会人類学と生物学の一分野である自然人類学、および考古学、言語学は分離されている。このイギリスの制度は、欧州統合前後からヨーロッパの人類学の発展に大きな影響を与えており、1990年代には社会・文化人類学に関する欧州統一学会として、ヨーロッパ社会人類学会が設立された。

### 日本における人類学の下位分野
日本では一般に理学部や医学部に属する生物学系の自然人類学を伝統的に人類学とすることが多く、社会科学系学部に設置された民族学（文化人類学）は制度上完全に分離されており、学会も自然人類学の日本人類学会と文化人類学の日本文化人類学会（旧称・日本民族学会）などに分かれている。また人類共通の基盤研究としての下位分野として霊長類学が位置づけられることもある。
以下に日本の人類学関連学会協議会に参加する学会を記述する。
- 文化人類学
- 生理人類学
- 霊長類学
- 人類学
- 民俗学

なお、文化人類学や自然人類学は方法論や具体的な現象名に応じて細分化する傾向にあるため、それぞれの下位分野についてはリンク先を参考にすること。

### アメリカにおける人類学の下位分野
アメリカ合衆国では、人類学は以下の4分野からなる。4分野を合わせて、しばしば四分類人類学（Quadrant Anthropology）、総合人類学（general anthropology）と言われる。
1. 先史考古学 Archaeology
2. 言語学（言語人類学）Linguistic Anthroplogy
3. 生物人類学 Biological Anthropology
4. 民族学・民俗学・文化人類学 Cultural Anthroplogy

## 歴史
もともと、集団ごとの差異を論じるのはエジプトの古代絵画にも見える。「アンスロポロジー」という言葉を最初に使ったのはアリストテレスであったが、その意味は「人の噂をする人、あるいは自慢話をする人」という意味であって、直接的な関係はない。古代ローマの医師ガレノスが動物と人類の解剖学的な比較を行った記録が、自然人類学的な最初の報告だろう。アンスロポロジーを現代的な用法で使ったのは、マグヌス・ハントだと言われている。E・タイソンはヒトを含む霊長類の比較解剖を行ったことで記録に残っている。
カール・フォン・リンネは『自然の体系』第10版においてヒト、有尾猿、キツネザル、コウモリを霊長目の4属とし、ヒト属の中にホモ・サピエンスと類人猿をおいた。一方でビュフォンは機能的な分析をし、人類の進化や人種に影響を持った。この頃まで、西欧における人類学の議論はキリスト教会の主張する単一起源論（アダムからすべての人類は生まれたとする教義）とその反論を大きな枠組みとしていたが、1856年、ホモ＝ネアンデルタレンシスの化石が発見され、1859年にチャールズ・ダーウィンが『種の起源』を発行したことによって激変が起きる。
『種の起源』以降、それまで人類の単一起源説と複数起源説が議論の中心であった人類学は、ヒトの身体的特徴がいかに適応的意義を持つかの議論へと移っていく。この過程で伝統的な人種観に科学的根拠のないことが明らかにされていくことになる。レイシズムracismの言葉は、人種ごとの優劣は科学的に存在していてそれを踏まえて歩んでいこうとする、当時よく見られた今となっては非科学的な言説を、批判する態度の中で、人類学者のルース・ベネディクトによって世に広められた。